# Jonesboro (Illinois)
Jonesboro es una ciudad ubicada en el condado de Union en el estado estadounidense de Illinois. En el Censo de 2010 tenía una población de 1821 habitantes y una densidad poblacional de 259,83 personas por km².

## Geografía
Jonesboro se encuentra ubicada en las coordenadas 37°27′4″N 89°16′1″O / 37.45111, -89.26694. Según la Oficina del Censo de los Estados Unidos, Jonesboro tiene una superficie total de 7.01 km², de la cual 6.99 km² corresponden a tierra firme y (0.22%) 0.02 km² es agua.

## Demografía
Según el censo de 2010, había 1821 personas residiendo en Jonesboro. La densidad de población era de 259,83 hab./km². De los 1821 habitantes, Jonesboro estaba compuesto por el 96.16% blancos, el 0.6% eran afroamericanos, el 0.05% eran amerindios, el 0.55% eran asiáticos, el 0% eran isleños del Pacífico, el 0.71% eran de otras razas y el 1.92% pertenecían a dos o más razas. Del total de la población el 2.53% eran hispanos o latinos de cualquier raza.